# Хатынская повесть
«Хаты́нская повесть» (1971) — повесть Алеся Адамовича, посвящённая борьбе партизан против немецких оккупантов в Беларуси во время Великой Отечественной войны. Кульминацией повести является уничтожение карателями-гитлеровцами жителей одной из белорусских деревень, что позволяет автору провести параллели как с трагедией Хатыни, так и с военными преступлениями последующих десятилетий. Повесть была написана с 1966 по 1971 гг.

## Сюжет
Человек в тёмных очках и с белой тростью едет в автобусе в Хатынь. Окружающие относятся к нему с уважением и называют «Флёрой». Сопровождающий слепого мальчик-пионер узнаёт, что в автобусе все партизаны из «отряда имени Сталина». Они едут на открытие памятника и поют песню «Слушают отряды песню фронтовую». Флёра погружается в воспоминания, как он 16-летним подростком вступил в партизанский отряд Косача.
В своих землянках в осеннем лесу партизаны в ушанках часто включали патефон, из которого доносилась только одна песня «Брось сердиться, Маша». В лагере Флёра знакомится с девушкой Глашей в «немецком свитере», которая работает на кухне и в санчасти. Потом первая атака на железнодорожную станцию, которую взять не удалось. Его старшего товарища пулемётчика Сашку тогда убило, а сам Флёра был контужен и раненым привезён в лагерь. Во время карательной акции немцев Флёра и Глаша прячутся в лесу, а затем Флёра приводит девушку в свою деревню Белые Пески. Однако на месте поселения лишь пепелище. Флёра тешит себя надеждой, что селяне убежали в лес. Глаша собирает на пепелище картофелины. В небе появляется немецкая «рама». На болотах Глашу и Флёру ожидали мертвые туши коров («бегемоты»), от которых шла ужасная вонь. Только миновав это препятствие они оказались на «острове», где их ждали другие партизаны во главе с комендантом Ленинградцем. Здесь Флёра узнаёт страшную правду, что в его родной деревне всех «закрыли в хлеве и запалили». Во время очередной вылазки, немцы спускают на партизан овчарок, но Флёру в числе немногих удаётся спастись. Но на партизанском «острове» остались раненые бойцы и Глаша.
Пытаясь раздобыть еду, Флёра оказывается в деревне, его ловят и он едва не сгорает в амбаре с жителями деревни. Лишь по счастливой случайности его оставляют для ухода за коровами. Он представляется «шулером» (нем. Schuler, школьник). Его удивляет лысый немецкий офицер в золотых очках и обезьянкой на плече, а также каратели в желто-зелёных мундирах и круглых зелёных кепках. Далее на карателей нападают партизаны незнакомого отряда и освобождают Флёру и других заложников. Подходит по просеке отряд Косача. Но до победы ещё далеко. Партизаны уходят. Пленённых карателей они делят на две группы и предлагают одним расстрелять других. Новым препятствием оказываются горящие торфяники. Минометный обстрел и снова стычка с немцами и власовцами.
После войны Флёра узнал, что каратели нашли тот «остров», где он прятался с Глашей. Раненные партизаны тогда подорвали себя толом, а Глашу забрали в концлагерь Озаричи.
Повзрослевший Флёра, теперь уже Флориан Петрович Гайшун, ужасается человеческой истории и сомневается в будущем по Марксу, поскольку зло не убывает. После Маркса Гитлер, а теперь Уильям Келли и трагедия в Сонгми. Но он вспоминает музыку Пита Сигера и осознаёт необходимость борьбы с фашизмом, с его фюрерами и наркотическими идеями превосходства.

## Описание леса
Лес в годы войны стал домом для партизан. Адамович описывает в нём следующие растения: сосна, ель, берёза, ольха, дуб, граб, орешник, папоротник и черника. Из лесной живности упомянуты комары, муравьи, дятел и кабан.

## Отзывы о повести
Василь Быков:
«Хатынская повесть» — это талантливо воплощенная память войны, повесть-напоминание и повесть-предупреждение. Опыт тех, кто пережил войну, не может пропасть даром. Он учит человечество, может, самой элементарной из истин: только не щадя своей жизни можно отстоять свободу и победить врага. Тем более такого изощрённого, каким был немецкий фашизм.

## Театральные постановки и экранизации
В 1974 г. Гостелерадио по «Хатынской повести» был поставлен одноимённый радиоспектакль на белорусском языке. По мотивам «Хатынской повести» в Государственном русском драмтеатре БССР в 1977 году была поставлена пьеса «Возвращение в Хатынь» (режиссёр Б. И. Луценко). В 1984 году на основе этой постановки был снят двухсерийный фильм-спектакль.
Повесть положена в основу сценария фильма «Иди и смотри» (1985) Элема Климова.